# Adi Da Samraj

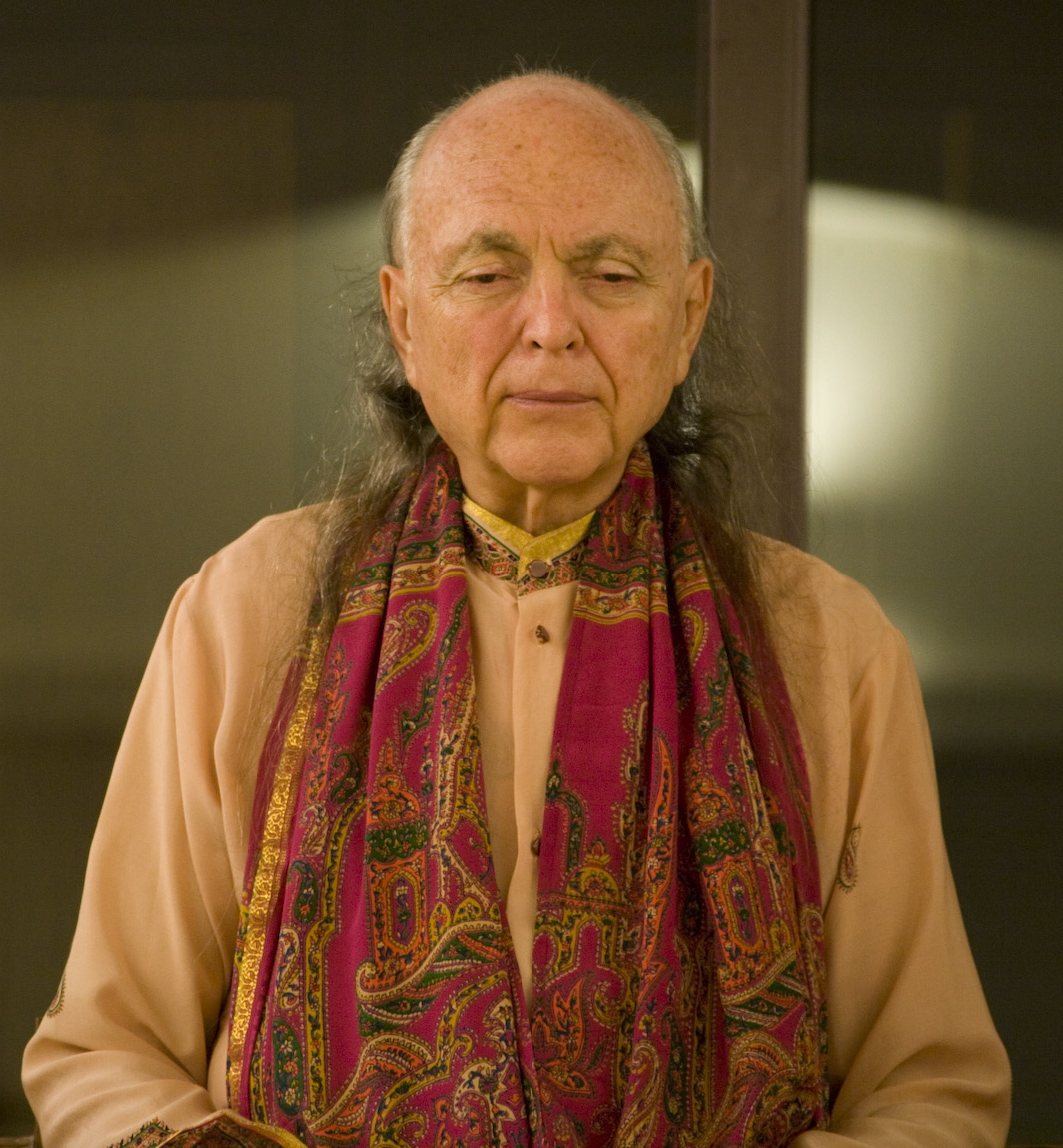
Adi Da Samraj (2008)

Adi Da Samraj, geboren als Franklin Jones, (Long Island (New York), 3 november 1939 – Naitauba (Fiji), 27 november 2008) was de spiritueel leider (goeroe) van de neohindoeïstische groepering Adidam. Zijn volgelingen beschouwen hem als avatara, de verpersoonlijking van het Goddelijke in de wereld. Franklin Jones studeerde filosofie en literatuurwetenschap in de VS. Hij hield zich onder meer bezig met fotografie als middel om kunst te maken.
Adi Da Samraj begon zijn loopbaan als goeroe met de naam Da Free John. Hij was toen al enkele jaren op spirituele zoektocht geweest. Sinds 1968 was hij enige tijd in de leer bij de Indiër Swami Muktananda, een leerling van Swami Nityananda. In 1970 trok Franklin Jones met zijn vrouw zelfs in bij deze Swami Muktananda. Op zijn nieuwe plek in India was aan Franklin Jones Maria, de moeder van Jezus, verschenen die hem opdroeg India te verlaten en een pelgrimstocht te ondernemen naar heiligdommen in Israël en Europa. In zijn boek "The Knee of Listening" beschrijft Adi Da Samraj hoe hij tijdens die pelgrimstocht in 1970 plotseling het "volledige inzicht" verkreeg. Hij beschouwde zich sinds het midden van de jaren 1980 als een god-mens. Hij nam voor zijn huidige naam Adi Da Samraj verschillende andere namen aan. Enige jaren woonde hij met volgelingen in Californië. Later verhuisde hij naar Fiji, waar hij vaak op het eiland Naitauba woonde, werkte en stierf en zijn graf wordt door de leefgemeenschap van ongeveer 70 "devoten" (2013) vereerd en verzorgd, evenals zijn huis en de aan hem opgedragen tempels. De gemeenschap van volgelingen heet Adidam. Naast "gewone" volgelingen kent de groepering ook gevorderde aanhangers, die worden opgenomen in de Ruchira-Sannyasin-Orde. In de loop van de jaren veranderde Franklin Jones de naam van zijn religieuze gemeenschap frequent.
De levensbeschouwing van Adi Da Samraj wijkt niet bijzonder af van andere neohindoeïstische goeroebewegingen, die ontstaan rond charismatische leiderfiguren. Een van de belangrijkste overtuigingen is, dat de heilige geschriften, de Veda's, reeds de informatie zouden bevatten die de westerse wetenschap pas door de geschiedenis geleidelijk ontdekt. Adi Da Samraj integreert daarom natuur-wetenschappelijke ontwikkelingen in zijn religieuze visie, waarin moderne wetenschap als bewijs wordt gebruikt voor religieuze uitspraken.
Volgens Indoloog Georg Feuerstein dient Adi Da echter eveneens tot de zogenaamde Crazy Wisdom-traditie te worden gerekend, een transreligieuze onderstroom waartoe bijvoorbeeld ook George Ivanovitsj Gurdjieff, Aleister Crowley, Bhagwan Sri Rajneesh (Osho), Chögyam Trungpa en Lee Lozowick behoren. Zo bezien kan Adi Da Samraj als een moderne representant van het theologisch libertinisme worden beschouwd.

## Werk (incompleet)
- The Four Fundamental Questions – Talks and essays about human experience and the actual practice of an Enlightened Way of Life (Da Free John)
- The True World-Religion Given by The Promised God-Man Adi Da Samraj
- See My Brightness Face to Face
- The Knee Of Listening - The Divine Ordeal Of The Avataric Incarnation Of Conscious Light